# Liste der Einträge im National Register of Historic Places im Crook County (Wyoming)

Lage des Crook County im Bundesstaat Wyoming

Die Liste der Einträge im National Register of Historic Places im Crook County in Wyoming führt alle Kulturdenkmale, Objekte und historischen Stätten im Crook County auf, die in das National Register of Historic Places aufgenommen wurden.
Das Vorhandensein oder Fehlen eines Objekts in dieser Liste ist keine rechtsverbindliche Auskunft darüber, ob es ein Kulturdenkmal ist oder nicht: Diese Liste entspricht möglicherweise nicht dem aktuellen Stand.
Stand: 24. Dezember 2023

## Legende
| NRHP | Historic Place    |
| HD   | Historic District |

## Liste der Einträge
| [ 1 ] | Name                                            | Bild                                        | Eintragsdatum                 | Lage                                                                                              | Town         | Beschreibung |
| ----- | ----------------------------------------------- | ------------------------------------------- | ----------------------------- | ------------------------------------------------------------------------------------------------- | ------------ | --- |
| 1     | Arch Creek Petroglyphs (48CK41)                 |                                             | 4. Dez. 1986 ID-Nr. 86003458  | Nicht veröffentlicht Koordinaten fehlen                                                           | Moorcroft    | |
| 2     | XN Bridge over Missouri River                   | XN Bridge over Missouri River               | 22. Feb. 1985 ID-Nr. 85000419 | Crook County Road 18-200 44° 58′ 59″ N, 104° 29′ 39″ W                                            | Hulett       | |
| 3     | Entrance Road-Devils Tower National Monument    | weitere Bilder                              | 24. Juli 2000 ID-Nr. 00000854 | Devils Tower National Monument 44° 35′ 14″ N, 104° 42′ 52″ W                                      | Devils Tower | |
| 4     | Entrance Station-Devils Tower National Monument | weitere Bilder                              | 24. Juli 2000 ID-Nr. 00000853 | Devils Tower National Monument 44° 35′ 21,7″ N, 104° 42′ 1,7″ W                                   | Devils Tower | Parkgebäude von 1941. |
| 5     | Inyan Kara Mountain                             | weitere Bilder                              | 24. Apr. 1973 ID-Nr. 73001929 | Circa 15 Meilen südlich von Sundance im Black Hills National Forest. 44° 12′ 48″ N, 104° 21′ 0″ W | Sundance     | Ein abgelegener Gipfel der Black Hills der in der Kultur und dem Kommunikationsnetzwerk der Lakota eine wichtige Rolle spielt. |
| 6     | McKean Archeological Site (48CK7)               | McKean Archeological Site (48CK7)           | 1. Apr. 1991 ID-Nr. 91000326  | Bestandteil des Keyhole State Parks 44° 21′ 55″ N, 104° 50′ 20″ W                                 | Moorcroft    | |
| 7     | Old Headquarters Area Historic District         | weitere Bilder                              | 20. Juli 2000 ID-Nr. 00000852 | Devils Tower National Monument 44° 35′ 26,2″ N, 104° 43′ 14,5″ W                                  | Devils Tower | |
| 8     | Ranch A                                         | weitere Bilder                              | 17. März 1997 ID-Nr. 97000227 | 501 Sand Creek Rd. 44° 29′ 24″ N, 104° 6′ 38″ W                                                   | Beulah       | |
| 9     | Sundance School                                 | Sundance School                             | 2. Dez. 1985 ID-Nr. 85003099  | 108 N. 4th St. 44° 24′ 22″ N, 104° 22′ 40,2″ W                                                    | Sundance     | |
| 10    | Sundance State Bank                             | Sundance State Bank                         | 23. März 1984 ID-Nr. 84003660 | 301 Main St. 44° 24′ 21,6″ N, 104° 22′ 47,1″ W                                                    | Sundance     | Im Jahr 1914 errichtetes Bankgebäude.                                                                                          |
| 11    | Tower Ladder-Devils Tower National Monument     | Tower Ladder-Devils Tower National Monument | 24. Juli 2000 ID-Nr. 00000855 | Devils Tower National Monument 44° 35′ 23″ N, 104° 42′ 50″ W                                      | Devils Tower | Originalleiter aus Holz aus dem Jahr 1893 zur Besteigung des Devils Tower.                                                     |
| 12    | Vore Buffalo Jump                               | weitere Bilder                              | 11. Apr. 1973 ID-Nr. 73001930 | 369 Old U.S. Route 14 44° 32′ 9″ N, 104° 9′ 24″ W                                                 | Beulah       | |
| 13    | Wyoming Mercantile                              | Wyoming Mercantile                          | 16. Apr. 1991 ID-Nr. 91000435 | 3983 Wyoming Highway 24 44° 38′ 24,2″ N, 104° 10′ 57,5″ W                                         | Aladdin      | |